# Cistugidae
Cistugo
Famille
Genre
La famille des Cistugidae est composée de deux espèces endémiques d’Afrique du Sud appartenant au genre Cistugo : C. seabrae et C. lesueuri. Ces deux espèces étaient auparavant considérées comme appartenant au genre Myotis, dans le sous-genre Cistugo.
Une étude parue en 2010 a proposé d’élever le genre Cistugo au rang de famille (Cistugidae) sur la base de caractères moléculaires. Cette reconsidération taxonomique concernerait les deux espèces endémiques d’Afrique du Sud appartenant au genre Cistugo : C. seabrae et C. lesueuri. Ce n'est pas la première fois que le statut de ces deux espèces est révisé, en effet ces deux espèces étaient auparavant considérées comme appartenant au genre Myotis, dans le sous-genre Cistugo.
La datation moléculaire réalisée sur de l’ADN mitochondrial et ADN nucléaire propose une apparition de cette famille il y a 34 millions d’années. La famille la plus proche serait donc celle des Vespertilionidae qui d’après cette même étude serait apparue il y a 27 millions d'années.

## Liste d'espèces
Selon Mammal Species of the World (version 3, 2005)  (11 juin 2014) :
- Cistugo lesueuri Roberts, 1919
- Cistugo seabrae Thomas, 1912